# Novák Ödön József
Novák Ödön József (Kőszeg, 1900. február 10. – Balatonfüred, 1937. június 19.) római katolikus pap, bencés szerzetes, középiskolai tanár.

## Élete
Szülővárosa helyi bencés gimnáziumában érettségizett, majd 1920-ban belépett a bencés rendbe, ahol az Ödön nevet kapta. Növendékéveit Pannonhalmán töltötte, ahol a teológia elvégzése mellett történelem és földrajz szakos tanári diplomát is szerzett. 1925-ben tett ünnepélyes örökfogadalmat, és 1926 június 29-én szentelték pappá. Az 1926/27-ben a kőszegi bencés gimnáziumban tanított, a következő tanévet az esztergomi bencés gimnáziumban töltötte. 1929 és 1936 között a pápai bencés gimnázium tanára volt. 1936-ban Ravazdra helyezték lekésznek, és a következő év nyarán hunyt el Balatonfüreden, a bencések szanatóriumában.
Az Emericana krónikása és a városi katolikus kör főtitkára volt. 

## Művei
- 1927 250 éves gimnáziumunk története. A Pannonhalmi szent Benedek-rend kőszegi Ferenc József kath. reálgimnáziumának értesítője az 1926-27. iskolai évről. Kőszeg
- 1929 Szent Benedek Regulájának 1400 éves jubileuma. Az esztergomi szentbenedekrendi katholikus Szent István-gimnázium értesítője az 1928-29. iskolai évről. Esztergom